# Formica vagans
Formica vagans é uma espécie de formiga do gênero Formica, pertencente à subfamília Formicinae.